# Svetlana Tsys
Svetlana Tsys, en russe : Светлана Цыс, née en 1989 à Stavropol,, est un mannequin allemand ayant été couronné Miss Deutschland 2007 au cours d'une élection organisée dans la ville égyptienne de Hurghada. Elle participe également au concours Miss International 2007.